# رمل الدماغ
رمل الدماغ (بالإنجليزية: acervuli)‏‏ أو الجسم الرملي (بالإنجليزية: corpus arenacea)‏‏ هي تراكيب مُتكلسة في الغدة الصنوبرية ومناطق أخرى من الدماغ مثل الضفيرة المشيموية. تمتلك الكائنات الحية القديمة العديد من الجينات العميقة، وإن وجدت فإنَّ وظيفتها غير معروفة. تزداد تركيزات رمال الدماغ مع تقدم العمر، حيث تصبح الغدة الصنوبرية مرئية بشكل متزايد في الأشعة السينية مع مرور الوقت، وعادة في العقد الثالث أو الرابع. تستخدم أحيانًا كمعلمٍ تشريحي أثناء الفحص الإشعاعي.
أظهر التحليل الكيميائي أنها تتكون من فوسفات الكالسيوم (تتميز فيما بعد بهيدروكسيل أباتيت) وكربونات الكالسيوم وفوسفات المغنسيوم وفوسفات الأمونيوم. في الآونة الأخيرة، وصفت رواسب الكالسيت كذلك.